# التخليق النووي في المستعر الأعظم
التخليق النووي في المستعر الأعظم هي عملية إنتاج عناصر كيميائية جديدة داخل مستعر أعظم. تحدث تلك العملية في البداية نتيجة للتخليق النووي الانفجاري أثناء احتراق الأكسجين والسيليكون. هذه التفاعلات الانصهارية ينتج عنها عناصر السيليكون والكبريت والكلور والأرغون والصوديوم والبوتاسيوم والكالسيوم والسكانديم والتيتانيوم، إضافة إلى عناصر ذروة الحديد: الفاناديوم والكروم والمنغنيز والحديد والكوبالت والنيكل. يطلق على تلك العناصر اسم «العناصر الأولية»، حيث تنتج عن انصهار الهيدروجين والهيليوم في النجوم العملاقة. ونتيجة طردهم من المستعرات العظمى، تزداد وفرتهم في وسط ما بين النجوم. أما العناصر الأثقل من النيكل تنشأ مبدئيًا عن طريق الالتقاط السريع للنيوترونات في عملية تسمى عملية-R. ومع ذلك، فهذه العناصر أقل وفرة بكثير من العناصر الكيميائية الأولية. ويُعتقد أن عمليات أخرى هي المسؤولة عن التخليق النووي لبعض من العناصر الثقيلة، عن طريق اكتساب بروتونات مثل عملية-RP‏ وعملية-P.